# Дани Жељка Грујића
Дани Жељка Грујића је културна манифестација која се одржава у Палама, Република Српска, у знак сјећања на пјесника, есејисту, књижевног критичара и новинара Жељка Грујића (1961–2022). Манифестацију организују Народна библиотека Пале и Филозофски факултет Универзитета у Источном Сарајеву.

## Манифестација
Манифестација је први пут одржана 1. и 2. септембра 2023. године, годину дана након Грујићеве смрти. Циљ манифестације је очување сећања на Грујићев допринос култури и књижевности, као и промоција његовог књижевног опуса.
Програм манифестације обухвата:
- Књижевно-музичко вече у Културном центру Пале, на којем се представљају Грујићева дјела и одржавају музички наступи.
- Парастос у Храму Светог архангела Гаврила на Палама,
- Округли сто на Филозофском факултету Универзитета у Источном Сарајеву, посвећен анализи Грујићевог стваралаштва и доприноса култури.

Учесници програма су истакнути професори, књижевници и умјетници, као што су Ранко Поповић, Душко Певуља, Здравко Миовчић, Ђорђе Нешић и Ђорђо Сладоје. Такође, у програму учествују и чланови породице Жељка Грујића.